# Perytecjum

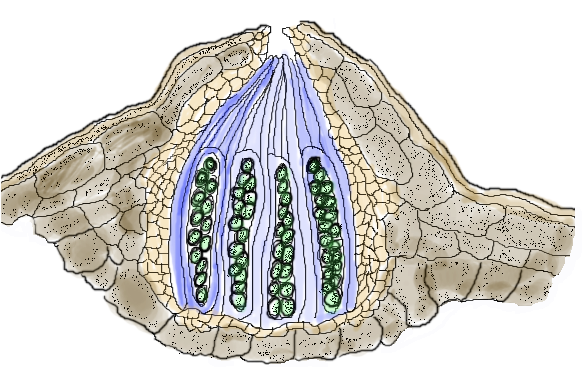
Przekrój perytecjum z workami

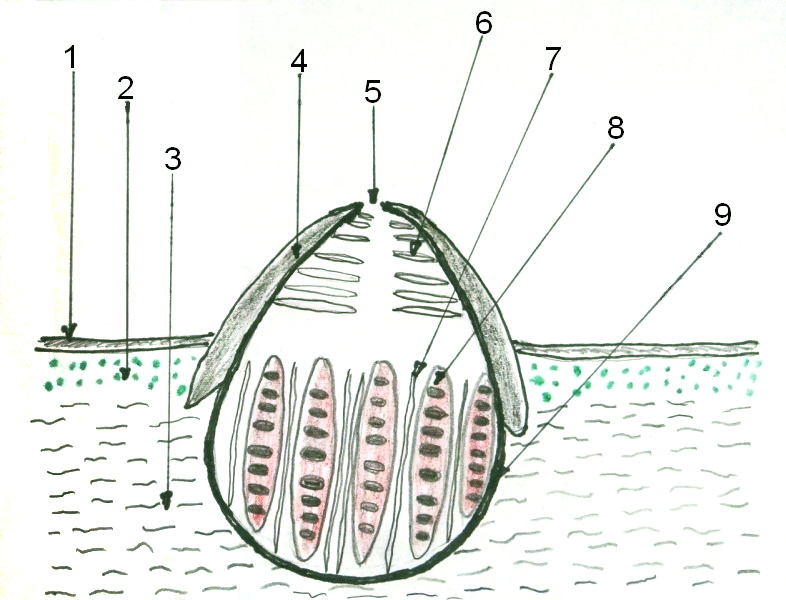
Schemat budowy częściowo zanurzonego w plesze perytecjum porostów:
1 – kora górna,
2 – warstwa glonów,
3 – rdzeń,
4 – inwolukrelum,
5 – ostiola,
6 – peryfizy,
7 – parafizy,
8 – worki z zarodnikami,
9 – ekscypulum

Perytecjum lub otocznia (łac. perythecium), w l.mn. perytecja – rodzaj owocnika u grzybów, zazwyczaj o kulistym, gruszkowatym lub butelkowatym kształcie, z otworem na szczycie. Otwór ten nosi nazwę ostioli. Perytecja występują głównie u workowców. Spotykane są w różnego rodzaju typach plech, najczęściej jednak w plechach skorupiastych. Znajdują się na górnej powierzchni plechy i wyglądają jak drobne brodaweczki lub punkciki.
Najczęściej otocznie są zagłębione w splocie wegetatywnych strzępek, czasami jednak mogą wyodrębniać się na zewnątrz od reszty grzybni. Taka wystająca na zewnątrz część perytecjum to egzotecjum. Wnętrze perytecjum wypełnia warstwa rozrodcza zwana hymenium. Znajdują się w niej worki (ascus) przedzielone wstawkami (parafizami). Powstają w nich zarodniki (sporus), zazwyczaj w jednym worku powstaje 8 zarodników. W górnej części perytecjum, przy ostioli, u wielu gatunków grzybów występują od wewnątrz dodatkowe wstawki zwane peryfizami Perytecjum otoczone jest osłonką zwaną ekscypulum, oprócz niej u niektórych gatunków grzybów występuje jeszcze dodatkowa, zwykle częściowa osłona inwolukrelum. U niektórych pasożytniczych grzybów perytecja powstają wewnątrz tkanek gospodarza, na którym pasożytuje grzyb.
Perytecja często są zagłębione w dużej liczbie w zbitej grzybni, tworząc rodzaj zbiorowego owocnika, jak np. u próchnilca maczugowatego (Xylarium polymorpha). Taką zbitą grzybnię z licznymi otworami perytecjów nazywa się podkładką lub stromą.
Dojrzałe zarodniki wydostają się z perytecjum przez otworek na jego szczycie (ostiolę). Powstają w wyniku rozmnażania płciowego, mają haploidalną liczbę chromosomów i nazywają się askosporami.